# آندرانیک دزاروگیان
آندرانیک دزاروگیان (به ارمنی: Անդրանիկ Ծառուկեան) (زاده ۱۹۱۳ میلادی در شهر کیورین از توابع استان سیواس، ارمنستان غربی - وفات ۱۹۸۹ میلادی در شهر پاریس)، شاعر، داستان‌نویس و روزنامه‌نگار ارمنی بود.

## زندگی
آندرانیک دزاروگیان پس از نسل‌کشیِ ارمنیان به یتیم‌خانه شهر حلب برده شد. تحصیلات ابتدائی را در آموزشگاه «هایگازیان» حلب گذراند و پس از مهاجرت به لبنان در مدرسه عالی ارمنی شهر بیروت تحصیلاتش را ادامه داد. پس از پایان تحصیل به تدریس و روزنامه‌نگاری روی آورد. آندرانیک دزاروگیان از سال ۱۹۴۱ میلادی هفته نامه «نائیری» را که نشریه‌ای ادبی - اجتماعی است سردبیری و منتشر می‌کند.

## آثار
مجموعه شعرهای او عبارتند از:
- خاکستردان (۱۹۳۵ میلادی)
- بادبان‌ها (۱۹۳۹ میلادی)
- نامه‌ای به ایروان (۱۹۴۵ میلادی)

رمان‌های او عبارتند از:
- رمان: انسان‌های بی کودکی (۱۹۵۵ میلادی)
- رمان: رویاهای قدیم و جاده‌های نو (۱۹۶۰ میلادی)

و چند اثر دیگر نیز از او منتشر شد.

## شعری از آندرانیک دزاروگیان به نام (غروب‌ها)
| غروب‌ها:گریانند غروب‌ها:اندوه غروب‌ها:حسرت                       |  | در چشم‌ها و در قلبم غروب‌ها گریانند…      |
| غروب‌ها:ناله و بر دیوارهای جانم به خشمناکی زهم پاشان           |  | غروب‌هایت پائیز! همهمه بی صدای امواج…    |
| غروب‌ها:رویا چشمه شفاف فراموشی باده پاک سرمستی                 |  | درد سیاه عشقی نوشیده غروب‌ها:رویا        |
| به ژرفنای غروبی مردند امیدهای من همه با چشم‌های عسل بار آفتابی |  | عشق با شکوه من پَر زد در گستره غروبی ژرف |